# Rosa moln
Rosa Moln är en svensk dramafilm i regi av Alexis Almström. Filmen är producerad på New Stories AB. I huvudrollerna ses Albin Grenholm i rollen som Greipr och Hedda Stiernstedt i rollen som Lea.

## Handling
Den unge alkoholisten Greipr som kommer ut från en rehabilitering med en nytänd optimism. Under sin rehab har han lärt känna Lea, en ensamstående mamma som befinner sig i tvist med socialtjänsten om vårdnaden av sin dotter. Greipr gör nu allt för att hjälpa Lea och tillsammans börjar de drömma om ett bättre liv, men allt går inte enligt planerna

## Rollista
- Albin Grenholm - Greipr
- Hedda Stiernstedt – Lea
- Isabel Reboia - Maria
- Anastasia Leppist - Anna
- Lo Kauppi - Leas mamma
- Viktor Friberg - Annas farfar

## Om filmen
Rosa Moln är Almströms långfilmsdebut och startade som en examensproduktion vid Stockholms Dramatiska Högskola 2015. Filmens manus skrevs av Marioan Hosseini och Alexis Almström. Filmen är producerad av Stefan H. Lindén och Erik Lundqvist för Stockholms dramatiska högskola i samproduktion med Ljud-Bild Media AB, Singularity Film, New Stories AB, Europa Sound, Europa Foley, Filmlance International och Attraktiva Oskarshamn med stöd av Stockholms dramatiska högskola, Reaktor Sydost, Oskarshamns kommun och Gnesta kommun.
Filmen har fotats av Pia Lehto och är inspelad  i Stockholm, Gnesta och Oskarshamn.
Filmen hade 2018 världspremiär på Carl International Film Festival och hade tv-premiär den 7 december på SVT2 och i SVT Play.